# No os comáis las margaritas
Please Don't Eat the Daisies (en España: No os comáis las margaritas) es una película estadounidense de Charles Walters, estrenada en 1960. El guion, en parte inspirado por el libro homónimo Please Don't Eat The Daisies de Jean Kerr, una recopilación de ensayos humorísticos, fue de Isobel Lennart. La película está protagonizada por Doris Day y David Niven.
También se emitió una serie de televisión del mismo nombre protagonizada por Patricia Crowley y Mark Miller y que fue estrenada cinco años después, realizándose 58 episodios.

## Sinopsis
Un crítico teatral (David Niven) y su familia (mujer, cuatro hijos y un perro) se ven obligados a abandonar Nueva York, al vencer su contrato de alquiler, y buscan una casa en las afueras lejos del ruido de la gran ciudad. El problema es que el cambio de ambiente afecta a las relaciones familiares.

## Reparto
- Doris Day - Kate Robinson Mackay
- David Niven - Lawrence Larry Mackay
- Janis Paige - Deborah Vaughn
- Spring Byington - Suzie Robinson
- Richard Haydn - Alfred North
- Patsy Kelly - Maggie
- Jack Weston - Joe Positano
- John Harding - Reverendo Norman McQuarry
- Margaret Lindsay - Mona James
- Carmen Phillips - Mary Smith
- Mary Patton - Sra. Hunter
- Charles Herbert - David Mackay
- Stanley Livingston - Gabriel MacKay
- Flip Mark - George MacKay
- Baby Gellert - Adam McKay

## Crítica
Una comedia inclinada hacia la vertiente doméstica, bastante sinvergüenza y larga en exceso. Sólo las estimulantes intervenciones de Janis Paige pueden llegar a justificar su visionado.

## Producción
MGM adquirió los derechos del libro por 75.000 dólares. Jean Kerr estipuló que tenían que ficcionalizar todo para evitar publicidad adicional para su familia.